# José de Cáseda y Villamayor
José de Cáseda y Villamayor (Tudela, Navarra, h. 1660 - Sigüenza, Castella, 1725) va ser un músic del barroc espanyol.
Fill del que fos mestre de capella de la Basílica del Pilar de Saragossa, Diego de Cáseda, José era al seu torn mestre de la Catedral de Calahorra (La Rioja) el 1691, any en què el van cridar de la Catedral de Pamplona perquè regentés la seva capella. El 22 d'abril de 1695, va ser triat mestre de capella de la Seu de Saragossa, càrrec que va ocupar almenys fins a 1705. A finals de 1708, el capítol de la Catedral de Santo Domingo de La Calzada (La Rioja) el va admetre com a capellà de la Congregació. A Santo Domingo es va quedar almenys fins a maig de 1710, suplint a més als contralts i ajudant a la capella de música. L'any 1716 estava a la Catedral de Sigüenza.
La seva obra es troba disseminada per multitud d'arxius eclesiàstics, així com en diferents arxius i biblioteques espanyoles i hispanoamericanes, com: Arantzazu (Gipúzcoa), Colección de Jesús Garza (México), Real Colegio del Corpus Christi (Valencia), Sigüenza (Guadalajara), Cuenca, El Escorial, Jaca (H.), Huesca, Barbastro (H.), Palacio Real (Madrid), Soria, Santo Domingo de la Calzada (La Rioja), Segorbe (Castelló), Biblioteca de Catalunya (Barcelona) i Saragossa.